# 崔亞·特納
崔亞·凡斯·特納（英語：Trea Vance Turner，1993年6月30日—），為美國職棒大聯盟的游擊手，他偶爾擔任二壘手與外野手。2014年選秀，聖地牙哥教士隊選進特納，並於2015年將他交易至國民隊。
特納是現今被認為大聯盟跑最快的跑者之一。2016年，他的跑速可以到達時速36.5公里。

## 職業生涯
2014年
2014年大聯盟選秀，聖地牙哥教士隊在第一輪13順位選進了特納。他在6月13日以290萬美元簽約金加入教士。
12月19日，教士、光芒與國民達成了三方交易，教士將特納和Joe Ross交易至國民，再將Jake Bauers、Burch Smith及René Rivera交易至光芒。並從光芒隊得到威爾·邁爾斯。不過當時大聯盟規定球隊不能將選秀入隊未滿一年的球員交易，因此教士隊被迫讓特納待在球隊直到6月才正式交易。
2015年
8月21日，特納登上大聯盟。9月3日，特納擊出他大聯盟首安，是一支內野安打。該年他打擊率2成25，並擊出一支全壘打。
2016年
該年春訓，特納就和Danny Espinosa和史蒂芬·祖魯競爭先發游擊手的位置，最終由Espinosa勝出，特納被下放3A。6月3日，為了頂替萊恩·齊默爾曼的受傷位置，特納登上大聯盟。
由於當時游擊手Espinosa表現不錯，加上兩位中外野手Michael Taylor和Ben Revere表現不佳，因此苦無上場機會的特納在季中常以中外野手身分上場。
該年8月，他拿下國聯單月最佳新秀。該年他打擊率3成57，5轟11次盜壘。他在新人王票選排名第二。
2017年
該年球季，國民隊交易來了中外野手Adam Eaton，並把Espinosa交易至天使隊，因此特納成為隊上主力游擊手。4月9日，他因為手臂緊繃進入傷兵名單。4月25日，他面對洛磯隊達成完全打擊。隔天，他差一支三壘安打完成完全打擊。
6月18日，他面對大都會隊達成單場四盜，追平隊史最佳紀錄。6月27日，他面對小熊隊再度達成此成就。6月29日，他被觸身球擊中而進入傷兵名單。後來球隊從3A將內野手Adrián Sánchez升上大聯盟暫代特納的守備位置。後來他於8月28日回歸球場。
2018年
7月5日，特納擊出大聯盟生涯首支滿貫砲，個人單場灌進8分打點。球隊也從9分落後逆轉贏球。該年明星賽，特納進入了最終決選名單，不過沒有被選上。
該年他以單季43盜拿下國聯盜壘王，打擊率2成71。
2019年
2020年
2021年
2022年
2023年
2024年
2025年

## 參看
- 美國職棒大聯盟盜壘王

## 外部連結
- 球員資訊和成績在MLB ，ESPN ，Baseball Reference ，Fangraphs ，The Baseball Cube ，Baseball Reference (Minors) ，Retrosheet （英文）
- 台灣棒球維基館：崔·特納 （页面存档备份，存于）（繁體中文）
- 崔亞·特納的X（前Twitter）
- 崔亞·特納的Instagram帳戶